# Нові Яриловичі
Но́ві Яри́ловичі — село в Україні, у Добрянській селищній громаді Чернігівського району Чернігівської області. Чисельність зареєстрованого населення становить 414 осіб, фактично проживаючих 309 осіб. До 2019 орган місцевого самоврядування — Новояриловицька сільська рада.

## Географія
Відстань до селища Ріпки становить близько 26 км і проходить автошляхом E95, з яким збігається М01.
За селом, на відстані приблизно 5 км, розташований пункт контролю Нові Яриловичі для автомобільного транспорту на україно-білоруському кордоні. З білоруського боку знаходиться пункт пропуску «Нова Гута» на трасі М8 / E95 у напрямку Гомеля.
Неподалік від села розташовані природоохоронні території: Військові Гори (заказник), Дор (заказник) і Урочище «Суха Грядь» (пам'ятка природи).

## Історія
Назва села вказує на його древнє походження, проте це більше стосується Старих Яриловичів, які розташовані за три кілометри на північний захід від Нових Яриловичів, що були засновані вихідцями з цієї «мікрометрополії»
З початком Національно-визвольної війни українського народу 1648-1657 років під проводом Б. Хмельницького землі на північний захід від Чернігова опинились у складі Чернігівського полку.
В універсалі гетьмана І.Самойловича від 24 серпня 1672 р. за Чернігівським Троїцьким монастирем закріплено «Село Яриловичі з руднями» з усіма берегами Немильні та Аткильні. По цих річках ченці поселили кілька деревень. Для припливу населення, на північ від Старих Яриловичів було влаштован невеликий монастир — Яриловицький Святомиколаївський скиток, який знаходився на березі річки Сож у земляному стародавньому містечку. Тут був храм св. Миколи. Іноки Іллінського монастиря, якому належали землі та рудники поблизу нинішнього с. Яриловичі, мали потребу проживати тут і для господарських розпоряджень; але більш ніж ймовірно, що скит влаштувався тут після того, як у 1679 році ожив мертвий хлопчик з Ярилович, по молитвах, перед Іллінською іконою Богоматері. У 1758 року керував ієромонах Варлаам Березовський, і з 1762 року Ієромонах Сава. Зазвичай у скиті жили чотири ченці, а іноді й більше. Пам'ятником скиту є Євангеліє, що зберігається в ризниці черн. Арх. Будинки, друк. Київ. 1746, зі слід. Написом: «Це Євангеліє Свято-Миколаївського Яриловицького скиту».
В середині XVIII ст. поблизу скитка виникло нове село Яриловичі (Нові Яриловичі).
Центр монастирського господарства розміщувався в Нових Яриловичах. Ченці обладнали при монастирі кілька заводів — залізний, скляний і папірний, які потім здавалися в оренду. 
До Яриловецького монастирського господарства належали наступні заселені ченцями села: "Познопали при річ. Вир, Киселівка при річ. Немильне, Седелівка при річ. Аткильні, Зайцев хутір та Горностаївка при річ. Каганець. Після 1683: Клубівка при Тосновому болоті, Строївка при річці. Аткильня. До 1700 Вербівка при бол.Бобовом." 
Нові Яриловичі перебували на території Роїської сотні Чернігівського полку Гетьманщини до 1781 року. Центр Яриловицької волості— історичної адміністративно-територіальної одиниці Городнянського повіту Чернігівської губернії. 
Неподалік від нових Яриловичів, на заході, урочище «військові гори». Тут знаходили монети короля Сигізмунда, – пам'ятник польського війська, що стояв тут.
12 червня 2020 року, відповідно до розпорядження Кабінету Міністрів України № 730-р «Про визначення адміністративних центрів та затвердження територій територіальних громад Чернігівської області», увійшло до складу Добрянської селищної громади.
19 липня 2020 року, в результаті адміністративно - територіальної реформи та ліквідації Ріпкинського району, село увійшло до складу Чернігівського району Чернігівської області.

## Відомі люди
- Андрій Яковенко (1978-2025) -  штаб-сержант Збройних Сил України.Учасник російсько-української війни. Воїн із червня 2022 року боронив Батьківщину.[5]

## Населення
Згідно з переписом УРСР 1989 року чисельність наявного населення села становила 809 осіб, з яких 345 чоловіків та 464 жінки.
За переписом населення України 2001 року в селі мешкало 666 осіб.

### Мова
Розподіл населення за рідною мовою за даними перепису 2001 року:
| Мова       | Кількість | Відсоток |
| ---------- | --------- | -------- |
| українська | 577       | 86.51%   |
| російська  | 72        | 10.79%   |
| білоруська | 18        | 2.70%    |
| Усього     | 667       | 100%     |

## Сучасна інфраструктура
У Нових Яриловичах працює дочірнє підприємство агрофірми «Полісся» ЗАТ «Агроінком-Хутро», яке займається вирощуванням зернових культур.

Школа

У селі діє Новояриловицька  загальноосвітня школа І-ІІІ ступенів, розташована за адресою: с. Н. Яриловичі, вул. 30 років Перемоги, 102 (поштовий індекс — 15013).
Силами мешканців села у приміщенні покинутого клубу створено спортивний зал. В ньому працюють секції боксу, футболу, баскетболу, волейболу та піонерболу. Вихованці футбольної секції проводять аматорські матчі з любителями футболу із сел Скиток, Горностаївка, Клубівка.

## Галерея

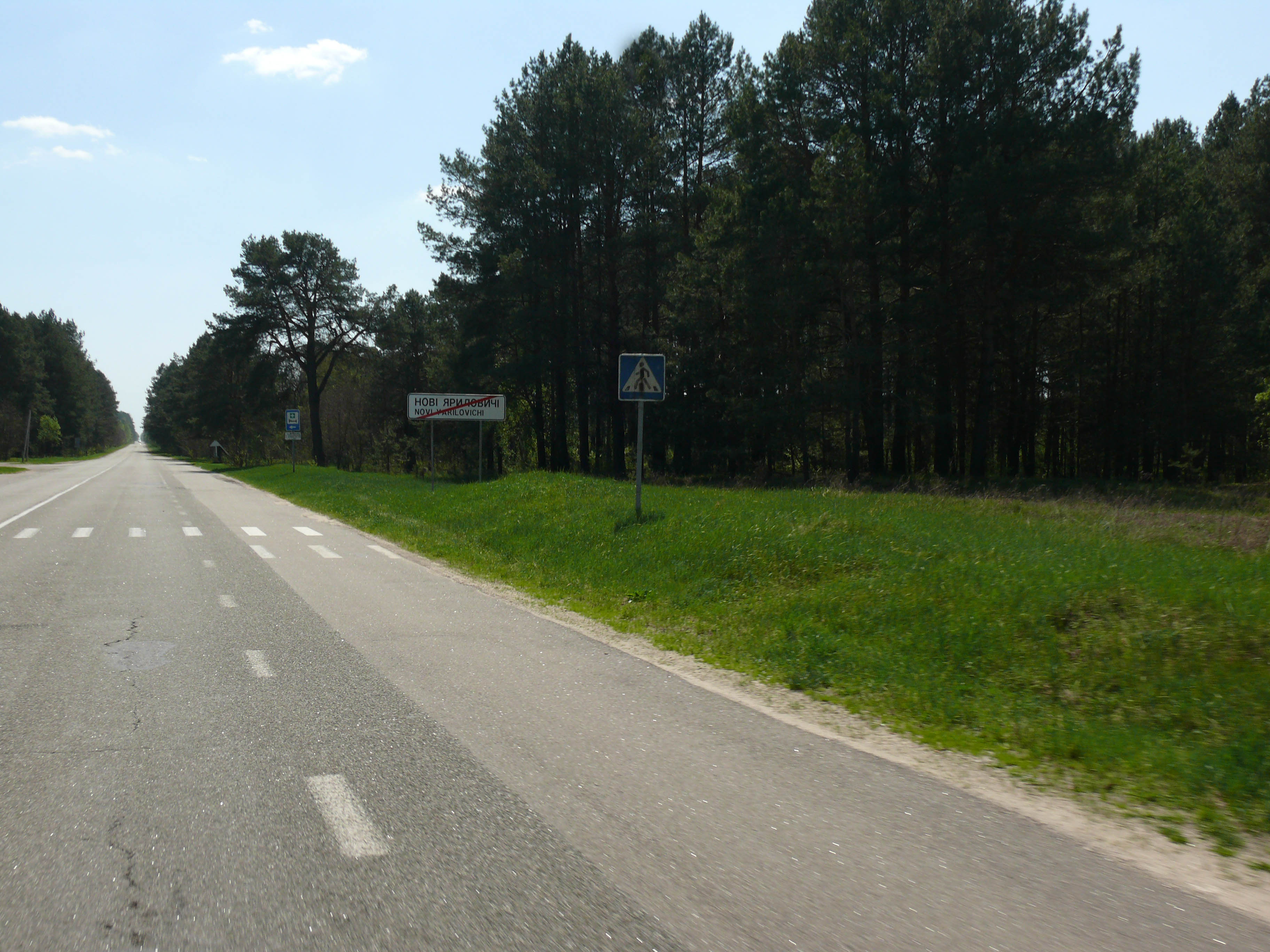
Виїзд із села
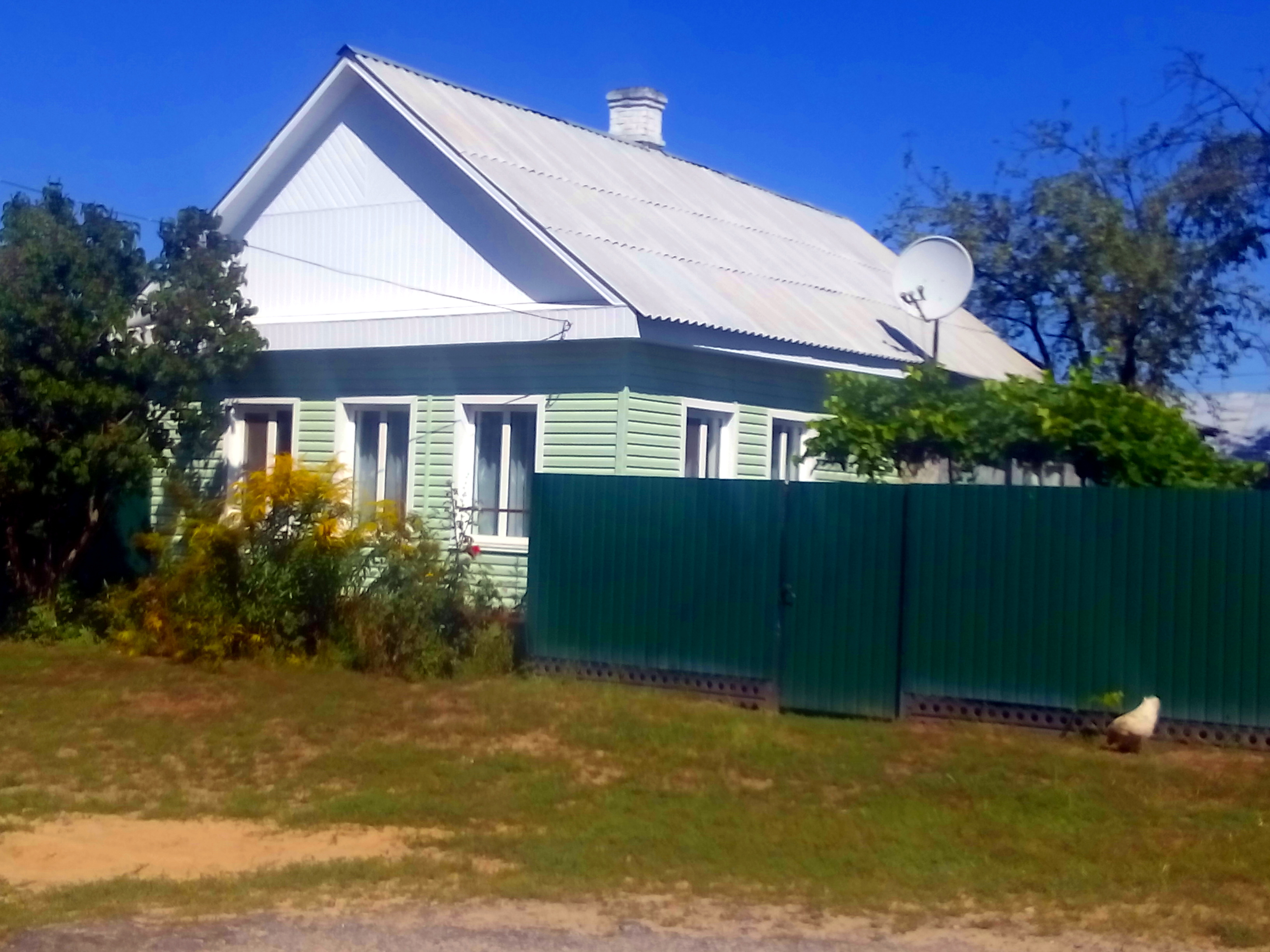
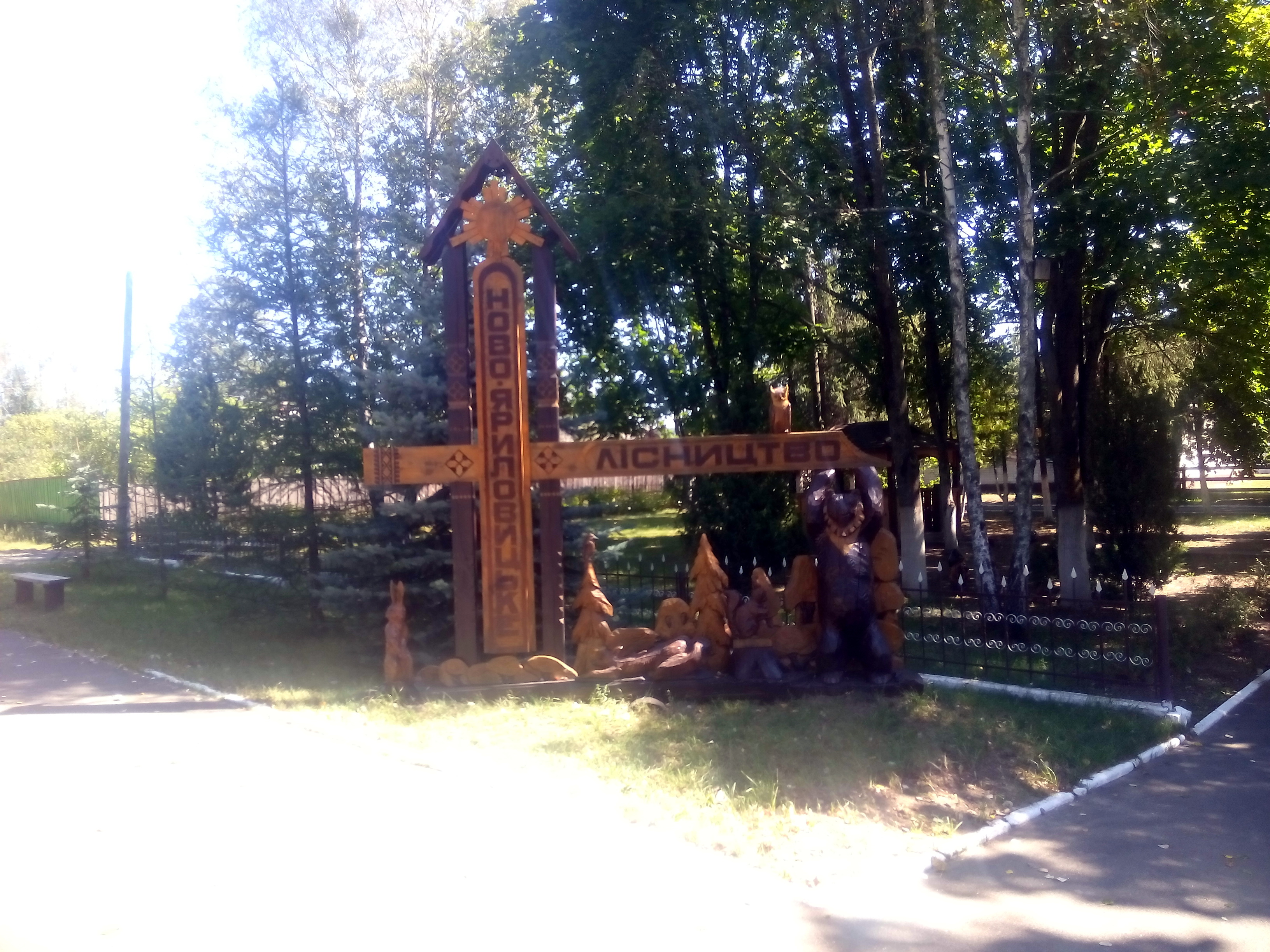
Лісництво
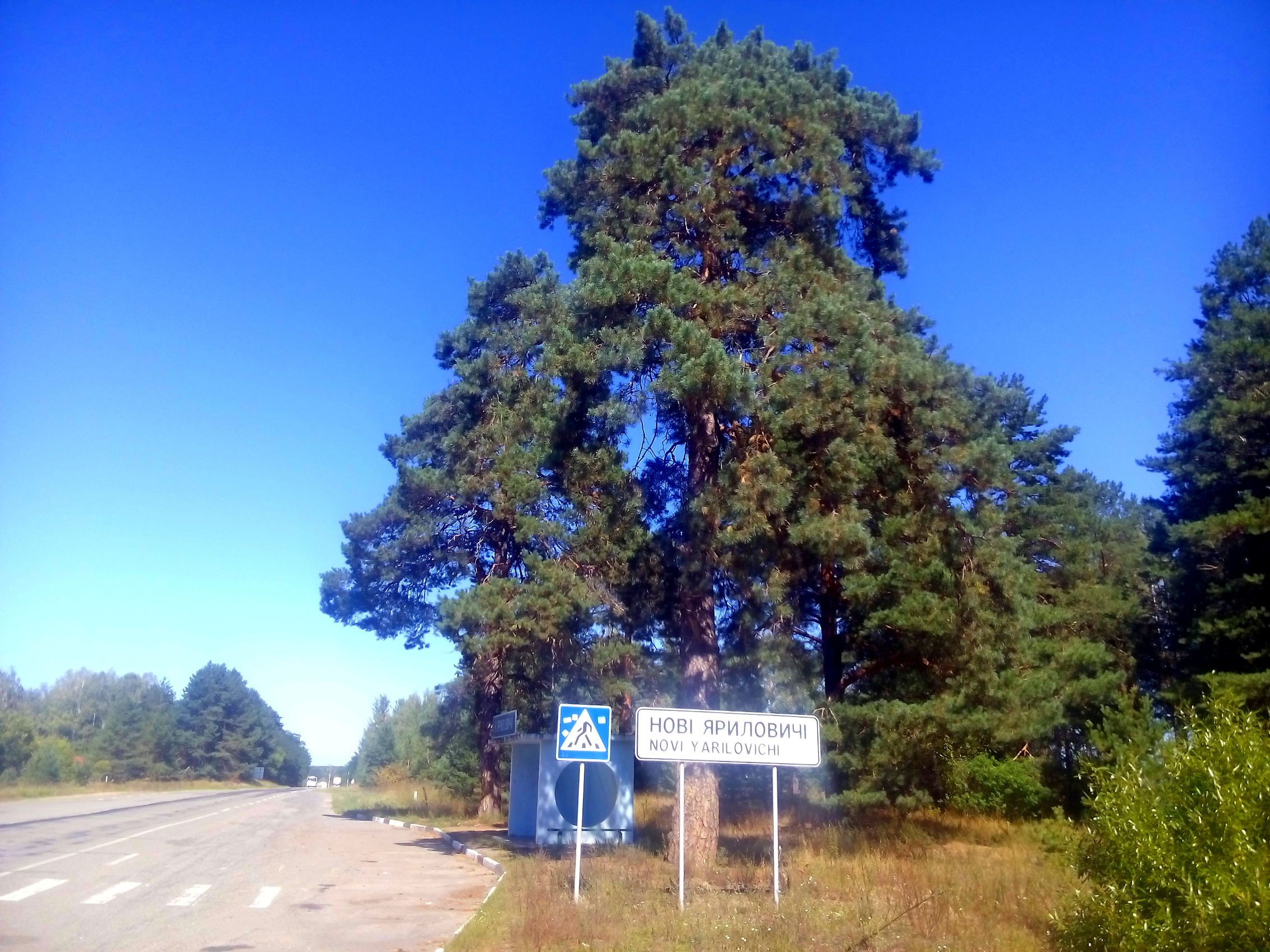
Автобусна зупинка на міжнародній трасі Е95
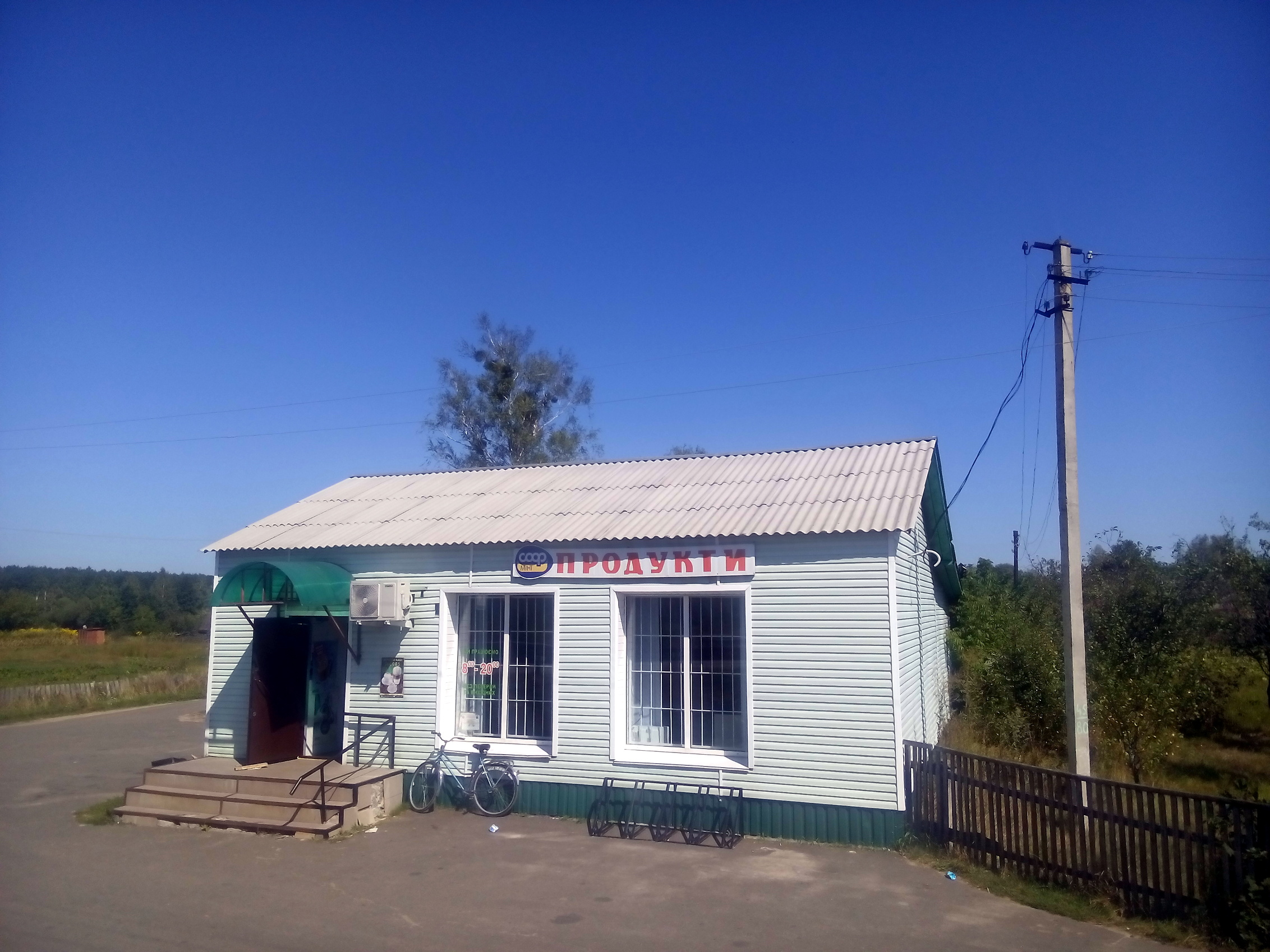
Магазин
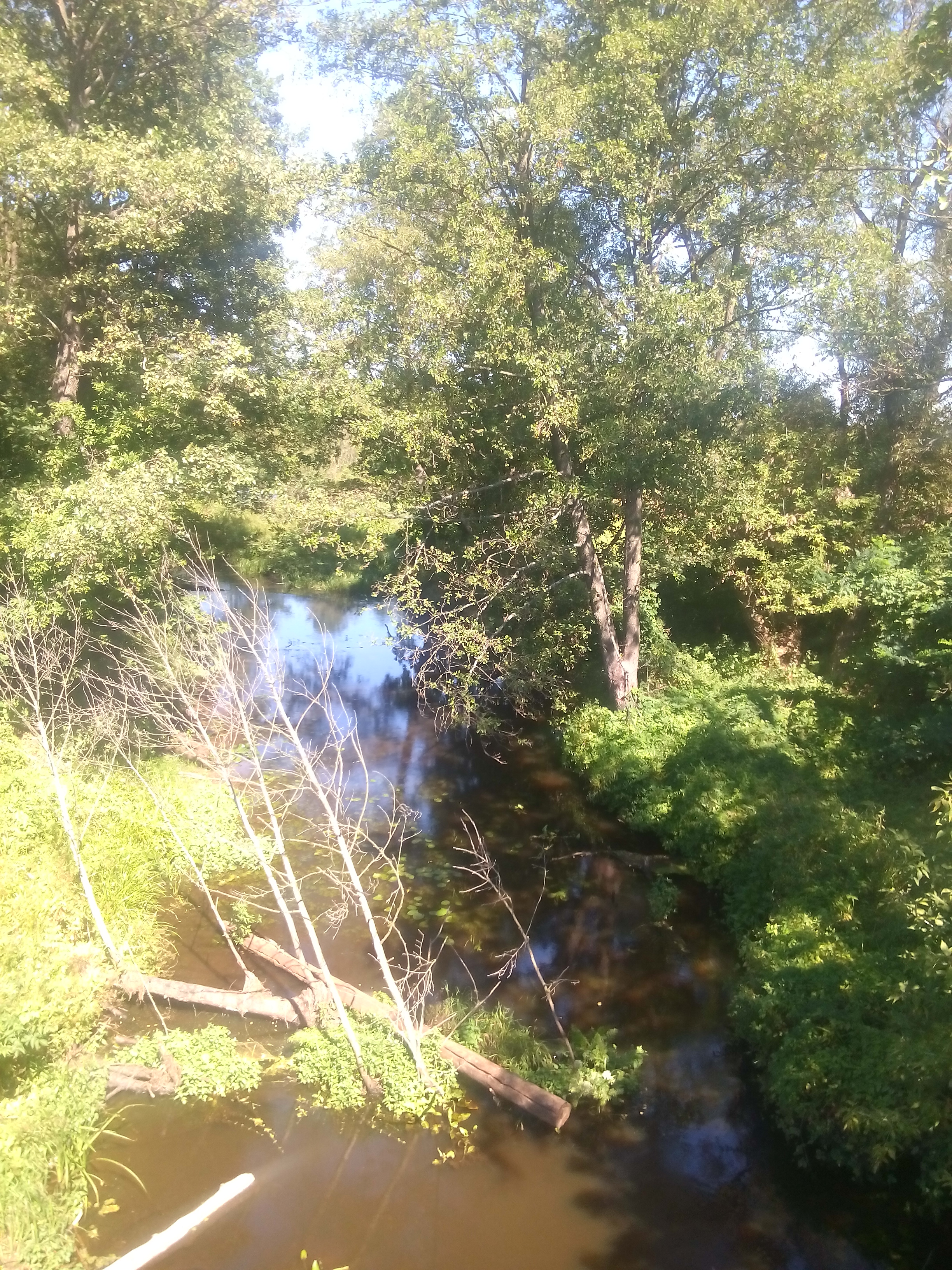
Річка Немильня
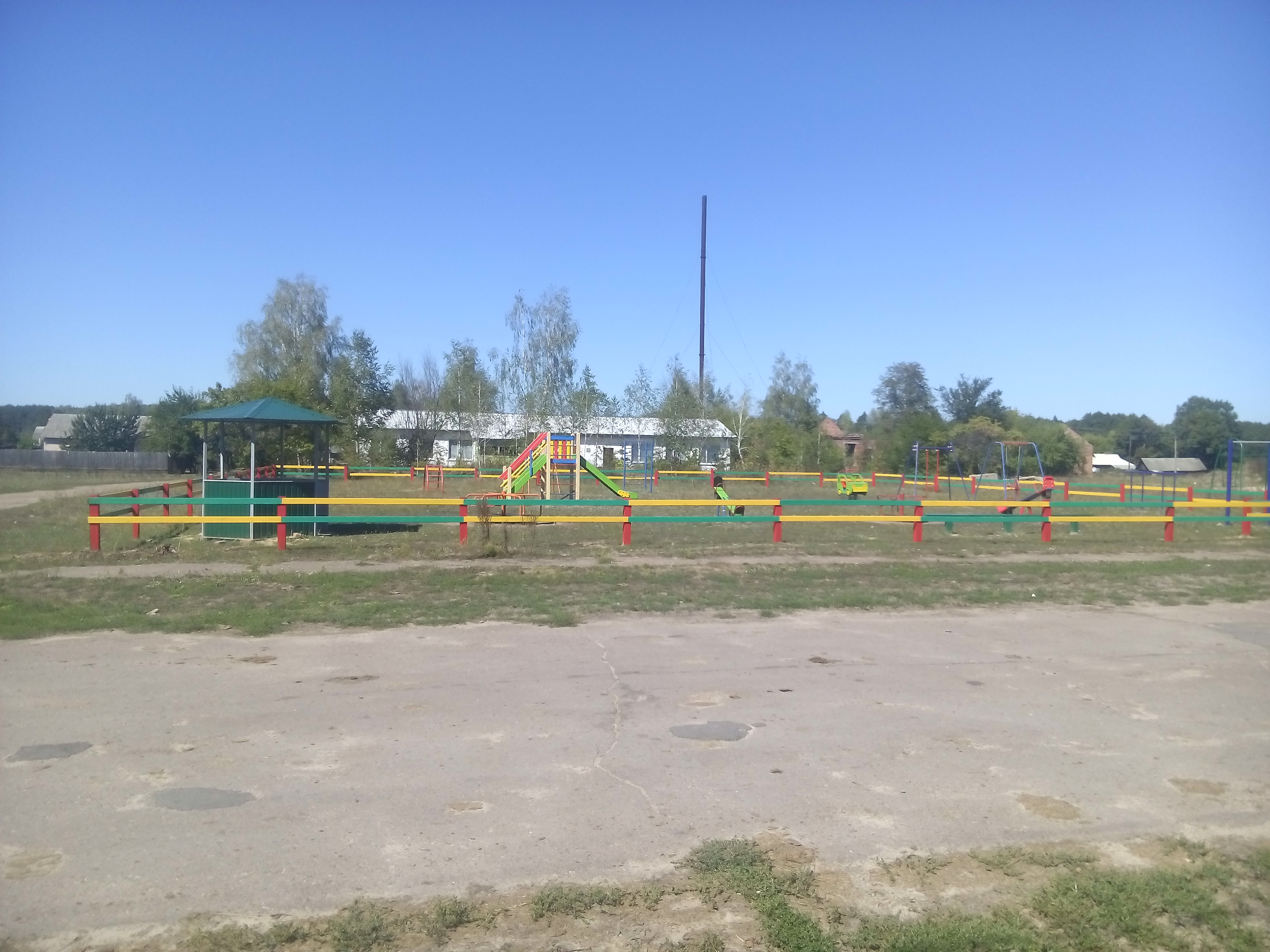
Дитсадок, позаду зруйнована котельня
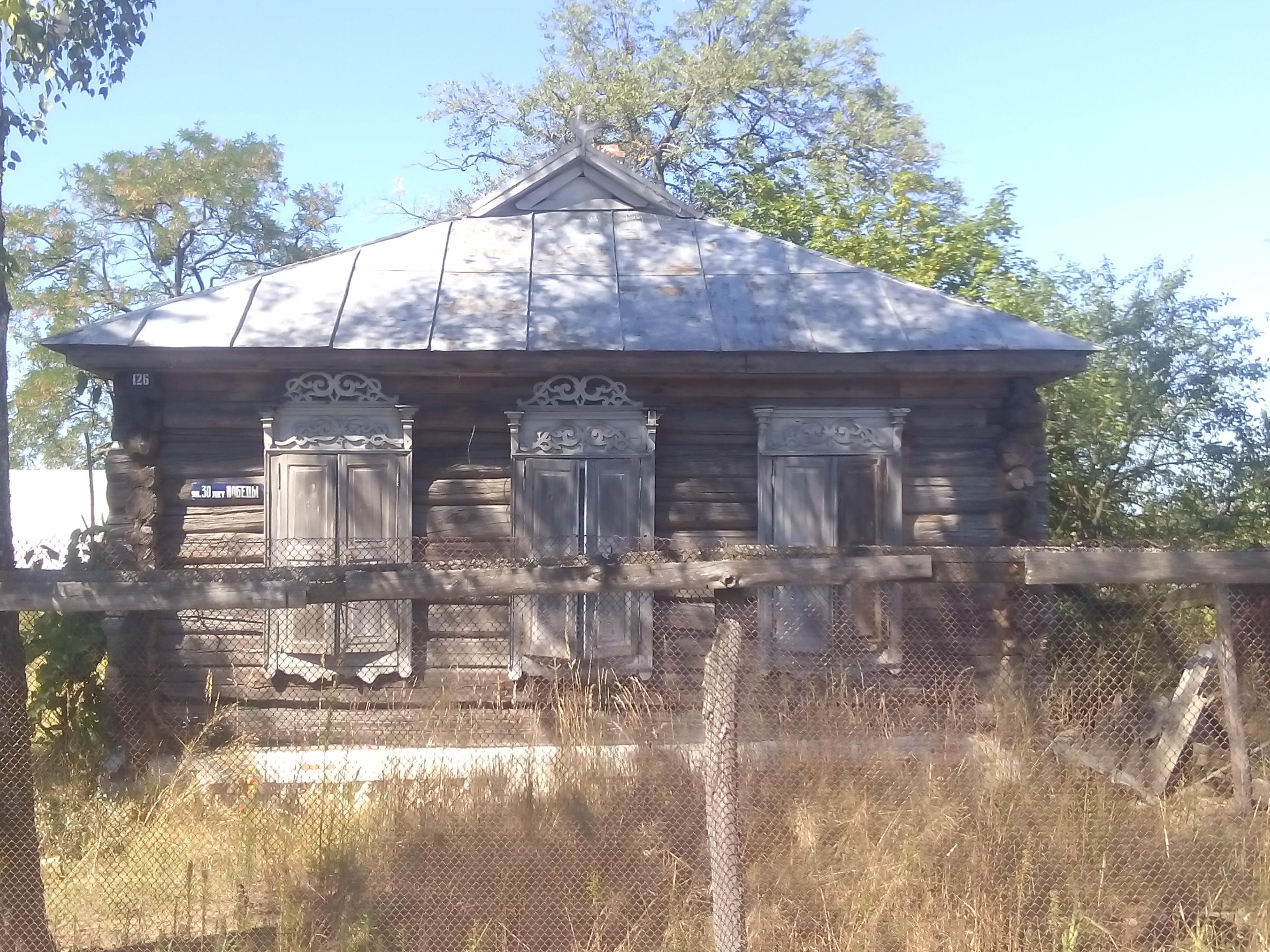
Двоповерховий будинок, опалення індивідуальне за допомогою буржуйки, видно димові труби
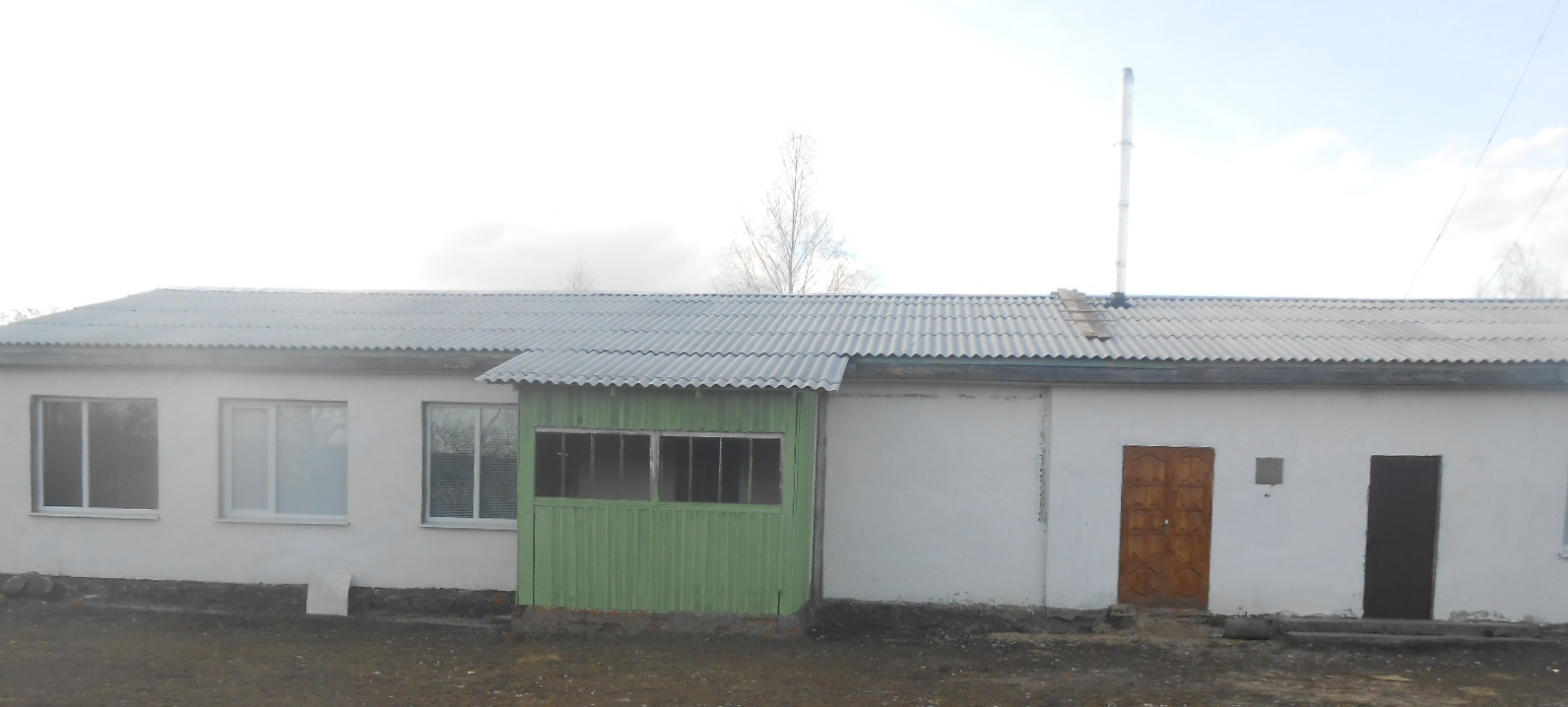
Спортивний зал
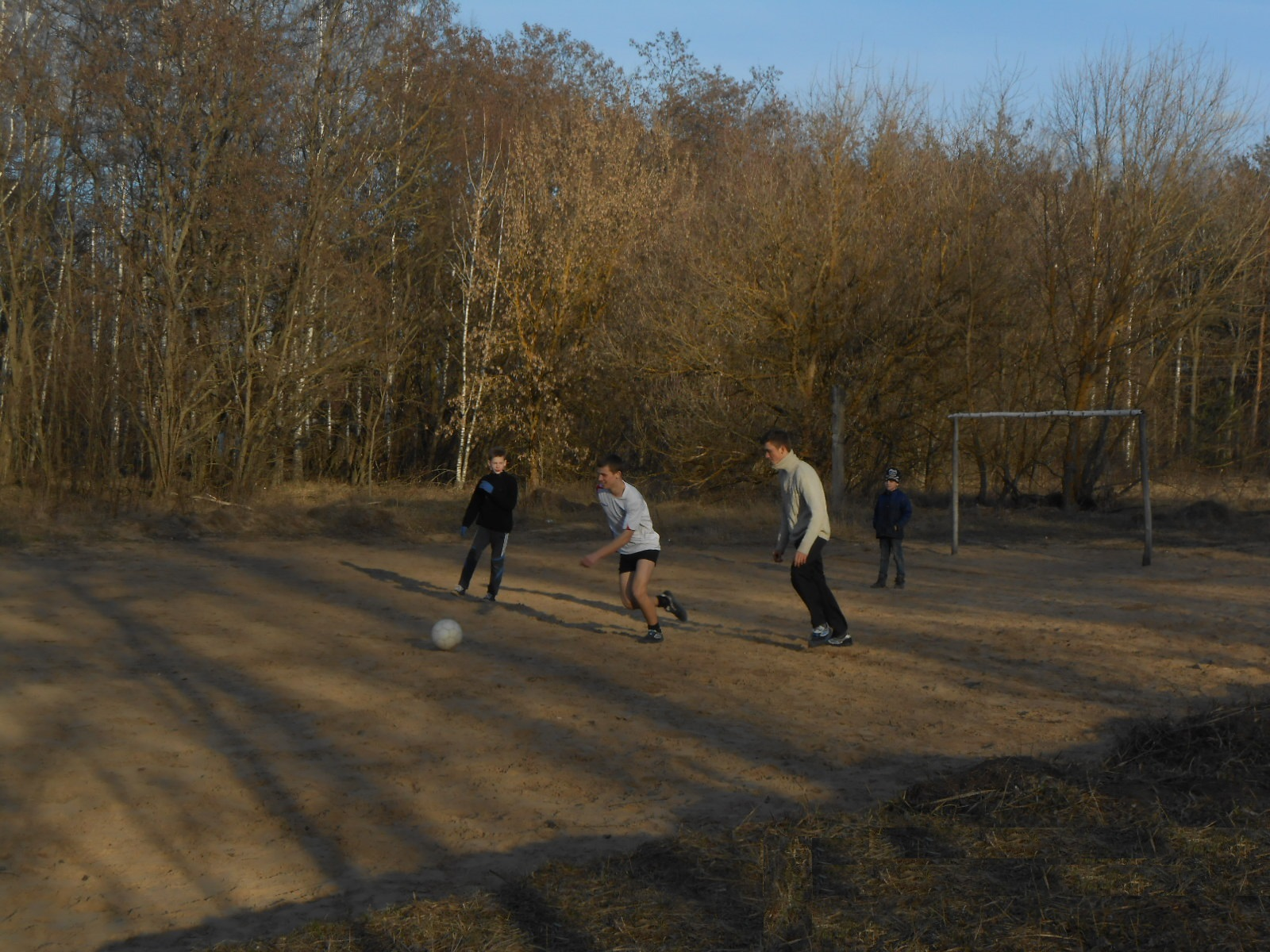
Футбольні тренування
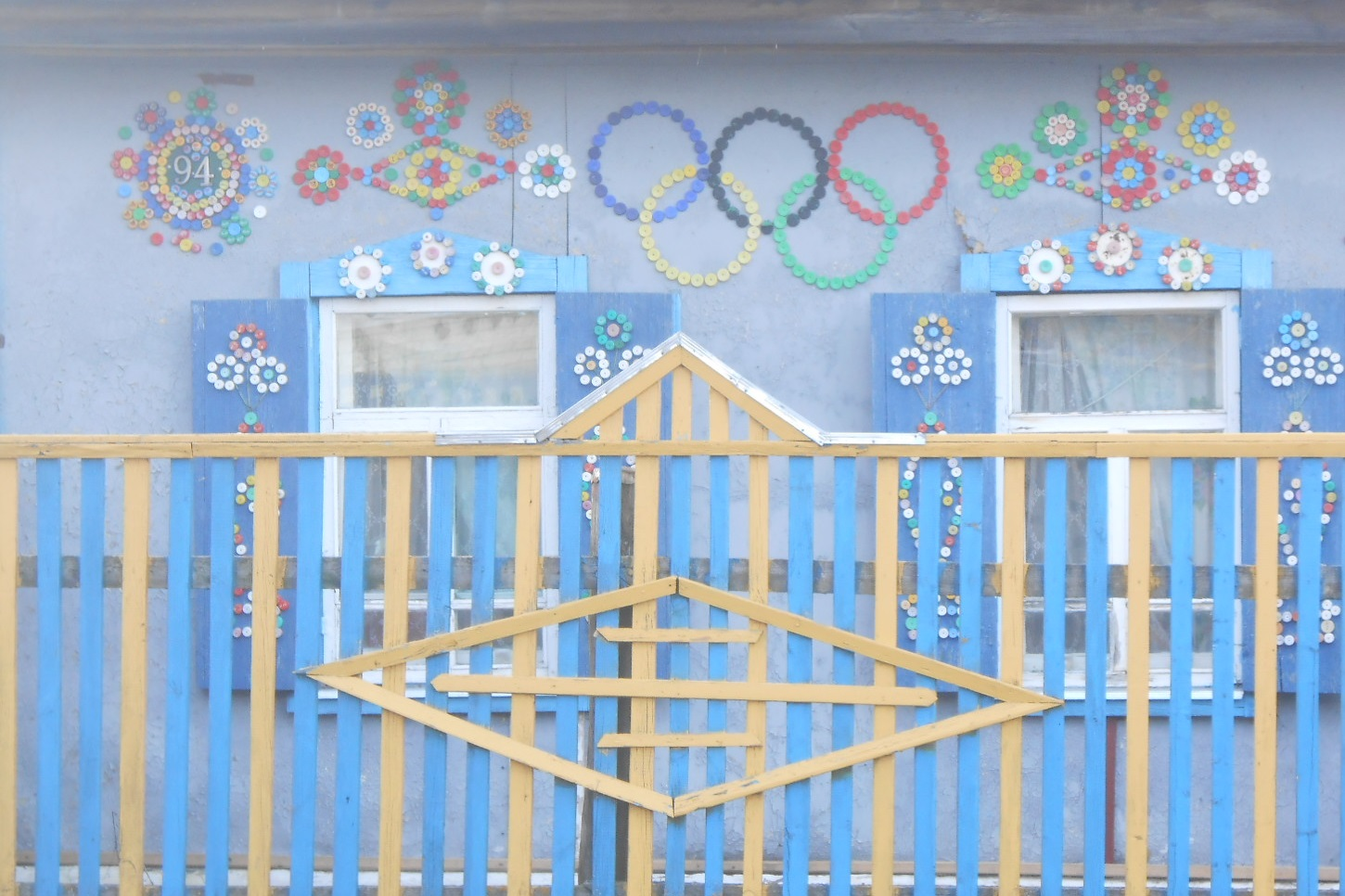
Олімпійський дизайн одного з будинків

## Відомі земляки
- Литвин Олександр Валеріанович (1956-2021) — голова Ріпкинського осередку Чернігівського земляцтва[11]